# Salicas
Salicas – miasto w Argentynie, w prowincji La Rioja, w departamencie San Blas de los Sauces.
Według danych szacunkowych na rok 2010 miejscowość liczyła 3918 mieszkańców.